# Sorbus alnifolia
Sorbus alnifolia là loài thực vật có hoa trong họ Hoa hồng. Loài này được (Siebold & Zucc.) C. Koch miêu tả khoa học đầu tiên năm 1864.

## Hình ảnh

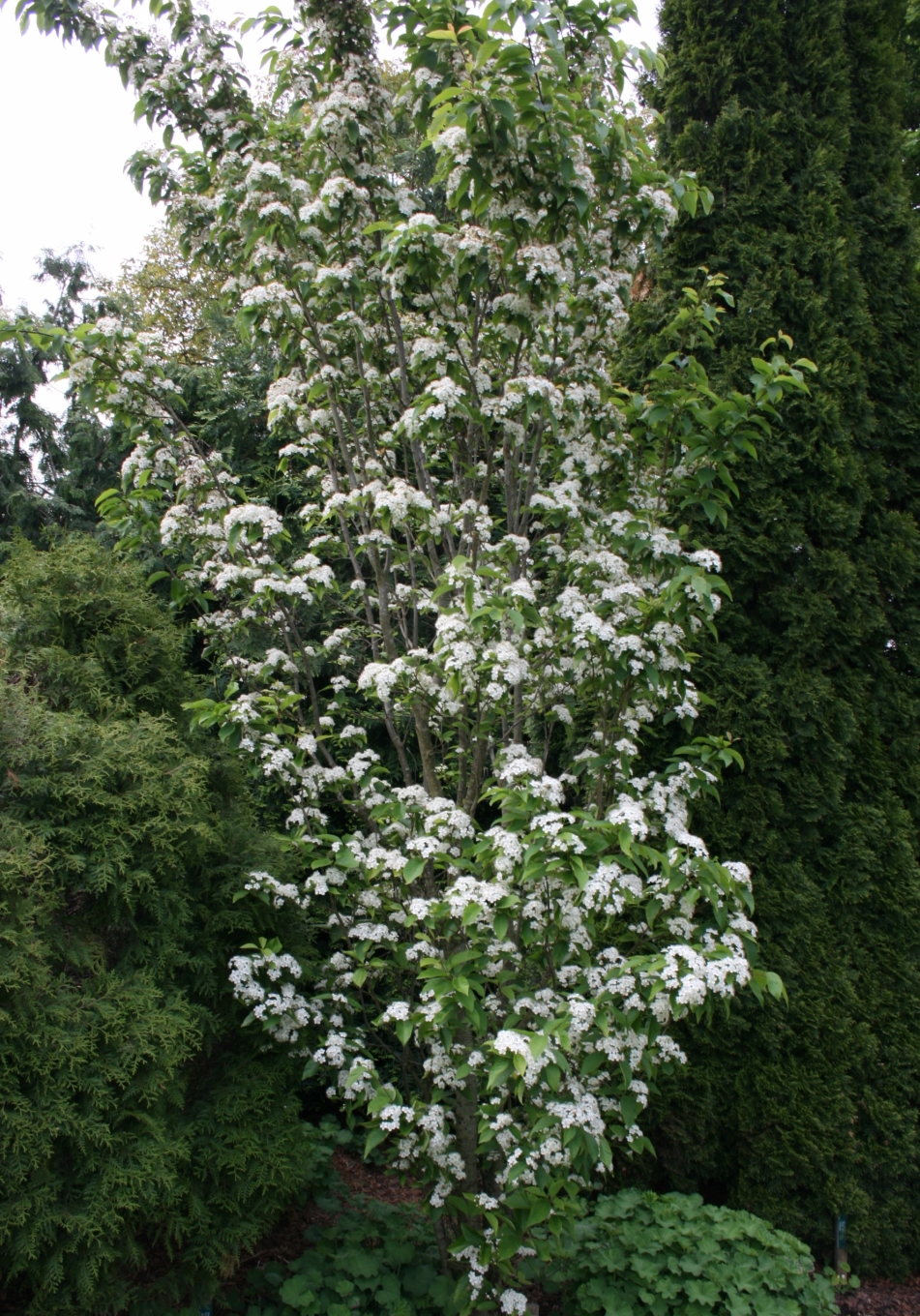
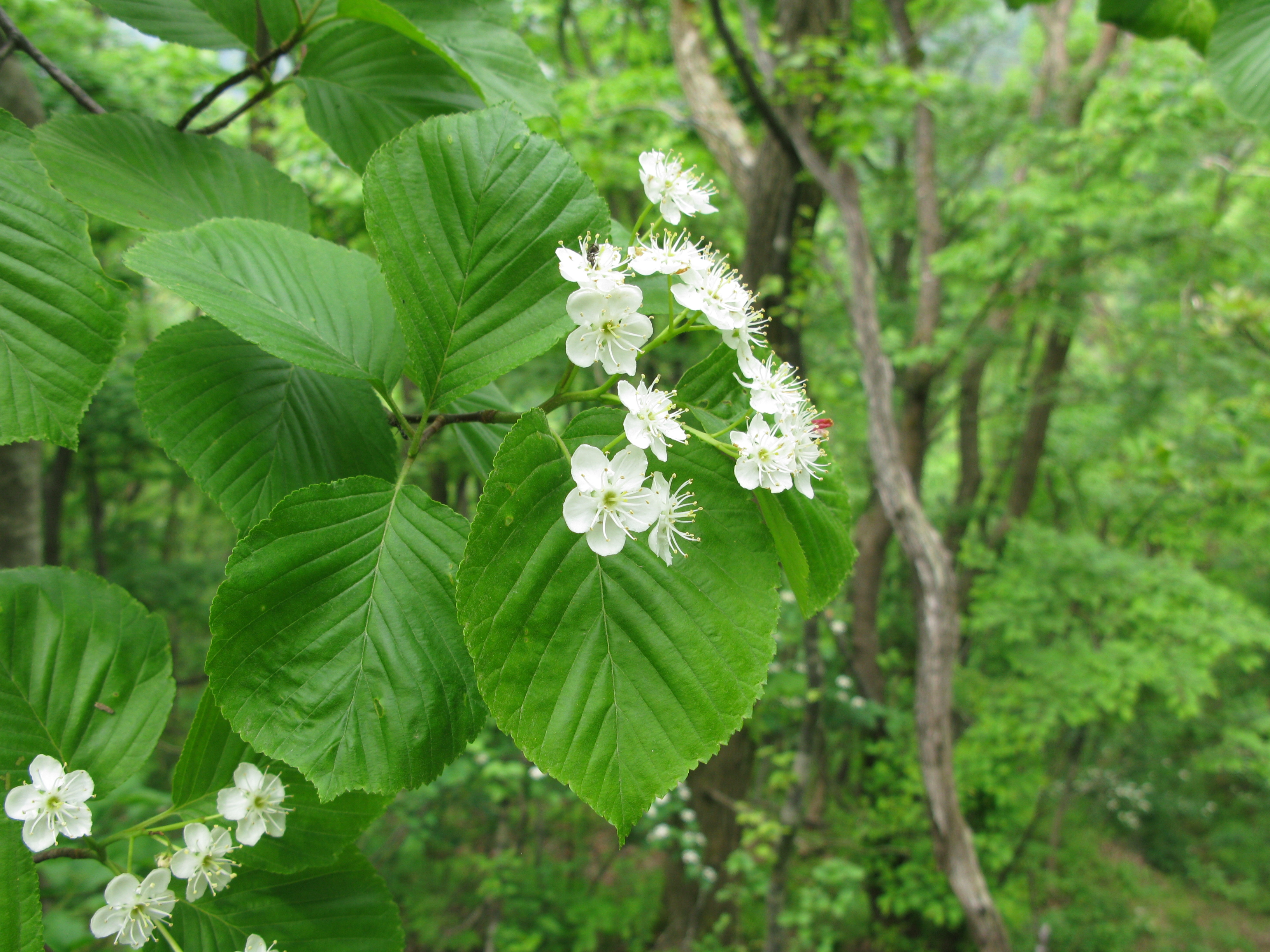
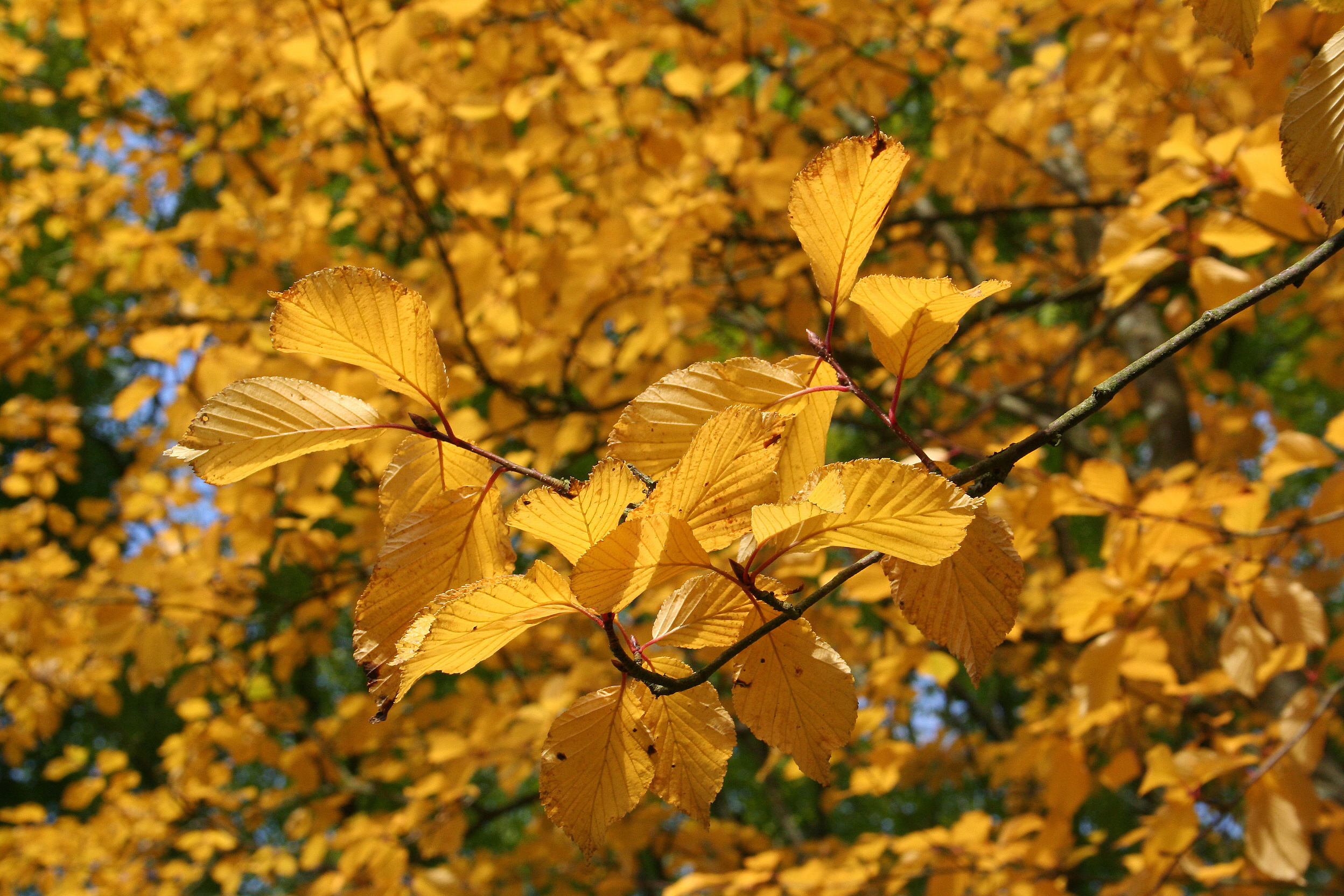
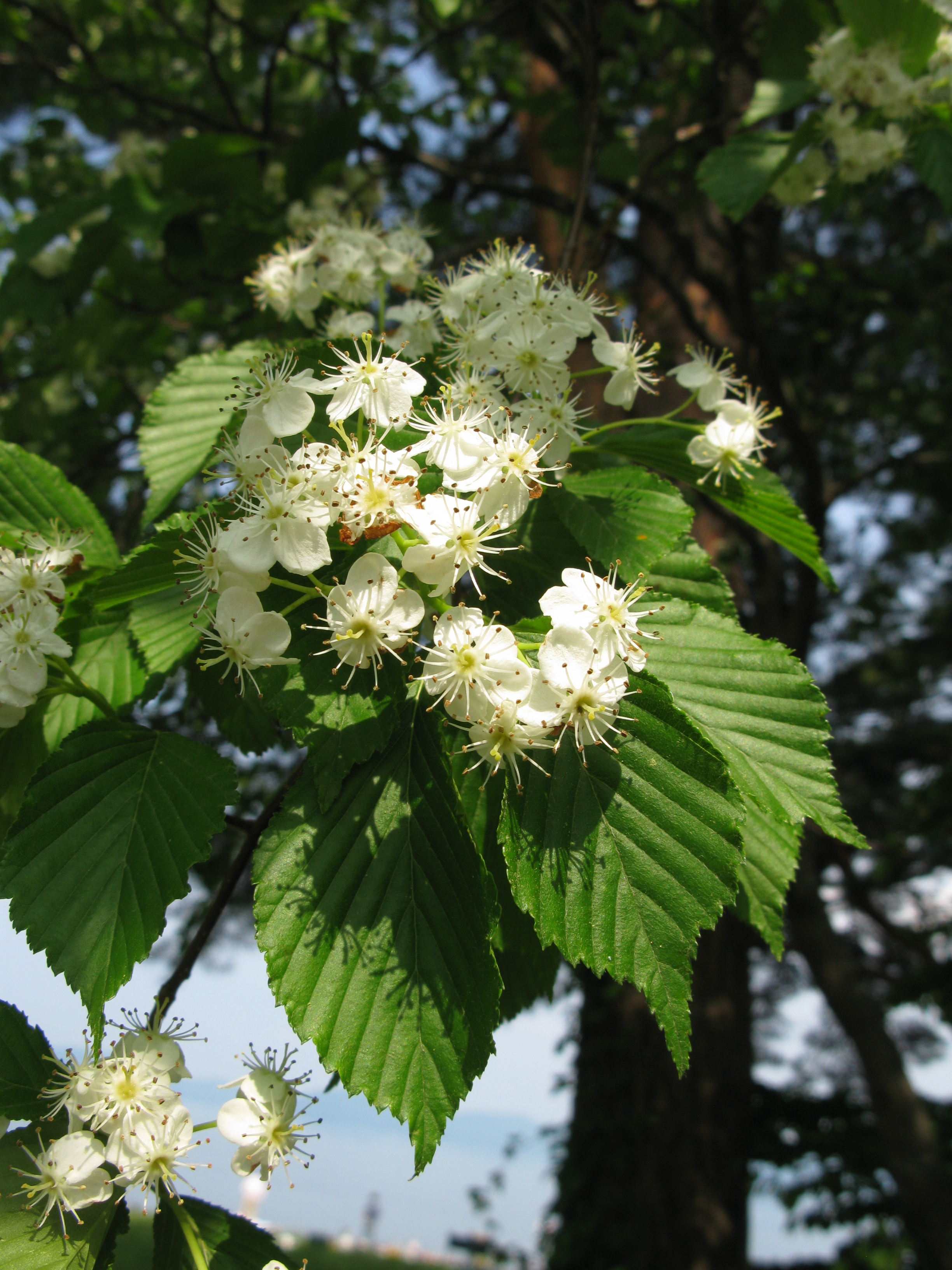